# Cantó de Pont-de-l'Arche
El cantó de Pont-de-l'Arche és un cantó francès del departament de l'Eure, situat al districte de Les Andelys. Té 10 municipis i el cap es Pont-de-l'Arche.

## Municipis
- Alizay
- Criquebeuf-sur-Seine
- Les Damps
- Igoville
- Le Manoir
- Martot
- Montaure
- Pîtres
- Pont-de-l'Arche
- Tostes

## Història
| Data d'elecció                           | Identitat            | Partit             | Qualitat |
| ---------------------------------------- | -------------------- | ------------------ | -------- |
| 1945-1958                                | Pierre Mendès-France | radical-socialista |          |
| 1958-1964                                | Ernest Martin        | PSU                |          |
| 1964-1982                                | Rémy Montagne        | CD, després UDF    |          |
| 1982-1985                                | Bernard Leroy        | UDF                |          |
| 1985-1998                                | Gérard Saillot       | Divers droite      |          |
| 1998-                                    | Gaëtan Levitre       | PCF                |          |
| les dades anteriors no són pas conegudes |                      |                    |          |
|                                          |                      |                    |          |

## Demografia
| A partir de 1990: Població sense dobles comptes |